# Crithopsis delileana
Crithopsis es un género monotípico de plantas herbáceas perteneciente a la familia de las poáceas. Su única especie, Crithopsis delileana, es originaria del Norte de África y el Oriente.

## Distribución y hábitat
Es una mala hierba común que invade cultivos y campos incultos de Europa, América, Asia y el norte de África.

## Descripción
Es una planta perenne cuyo rizoma tiene numerosas raicillas que se extienden a gran distancia y poca profundidad. El tallo, nudoso, alcanza 6-9 dm de altura. Las hojas son alternas, planas, estrechas y rugosas por el envés. Las espigas terminales o inflorescencias se dividen en dos con 4 y 8 flores cada una.

## Propiedades medicinales
- Diurético, aumenta la excreción de orina por un aumento de la circulación renal.
- Recomendado como depurativo para la gota y reumatismo.
- Disminuye la presión arterial.[3][4]

## Usos
Los rizomas secos se dividen y se utilizaban como incienso en la época medieval en el norte de Europa, donde otros tipos de resina de incienso no estaban disponibles. Los rizomas se han utilizado en la medicina tradicional austriaca contra la fiebre, a nivel interno como un té, jarabe, o macerado en frío en agua, o aplicado externamente como un fármaco crudo.

## Taxonomía
Crithopsis delileana fue descrita por (Schult.) Roshev. y publicado en Zlaki SSSR 319. 1937.
Etimología
Crithopsis: nombre genérico que deriva del griego krithe = (cebada) y opsis = (aspecto), por la caprichosa semejanza de la inflorescencia.
delileana: epíteto otorgado en honor del botánico francés Alire Raffeneau Delile.
Sinónimos
- Agropyron cretense Coustur. & Gand.
- Crithopsis brachytricha Walp.
- Crithopsis rhachitricha Jaub. & Spach
- Elymus aegyptiacus Spreng.
- Elymus delileanus Schult.
- Elymus geniculatus Delile
- Elymus rhachitrichus Hochst. ex Jaub. & Spach
- Elymus subulatus Forssk.
- Eremopyrum cretense (Coustur. & Gand.) Nevski
- Hordeum delileanum (Schult.) Hack.
- Hordeum geniculatum (Delile) Thell[7][8]